# Prezydenci Armenii

## Demokratyczna Republika Armenii
| Osoba                         | Osoba                              | Osoba   | Kadencja         | Kadencja         | Partia polityczna              |
| #                             | Imię i nazwisko                    | Portret | Od               | Do               | Partia polityczna              |
| ----------------------------- | ---------------------------------- | ------- | ---------------- | ---------------- | ------------------------------ |
| Przewodniczący Rady Narodowej |                                    |         |                  |                  |                                |
| 1                             | Awedyk Aharonian (1866–1948)       |         | 30 maja 1918     | 1 sierpnia 1918  | Armeńska Federacja Rewolucyjna |
| Przewodniczący Parlamentu     |                                    |         |                  |                  |                                |
| 2                             | Awedyk Sahakian (1863–1933)        |         | 1 sierpnia 1918  | 5 sierpnia 1919  | Armeńska Federacja Rewolucyjna |
| (1)                           | Awedyk Aharonian (1866–1948)       |         | 5 sierpnia 1919  | 4 listopada 1920 | Armeńska Federacja Rewolucyjna |
| 3                             | Howhannes Katchaznouni (1868–1938) |         | 4 listopada 1920 | 2 grudnia 1920   | Armeńska Federacja Rewolucyjna |

## Armeńska Socjalistyczna Republika Radziecka
| Osoba                                            | Osoba                               | Osoba   | Kadencja         | Kadencja          | Partia polityczna           |
| #                                                | Imię i nazwisko                     | Portret | Od               | Do                | Partia polityczna           |
| ------------------------------------------------ | ----------------------------------- | ------- | ---------------- | ----------------- | --------------------------- |
| Przewodniczący Wojskowego Komitetu Rewolucyjnego |                                     |         |                  |                   |                             |
| 4                                                | Sarkis Kasjan (1876–1937)           |         | 4 grudnia 1920   | 5 maja 1921       | WKP(b)                      |
| 5                                                | Aleksandr Miasnikian (1886–1925)    |         | 5 maja 1921      | 21 maja 1921      | WKP(b)                      |
| Przewodniczący Rady Komisarzy Ludowych           |                                     |         |                  |                   |                             |
| (5)                                              | Aleksandr Miasnikian (1886–1925)    |         | 21 maja 1921     | 2 lutego 1922     | WKP(b)                      |
| Przewodniczący Centralnego Komitetu Wykonawczego |                                     |         |                  |                   |                             |
| 6                                                | Sarkis Ambartsumjan (1880–1944)     |         | 2 lutego 1922    | 24 czerwca 1925   | WKP(b)                      |
| 7                                                | Artaszes Karinjan (1886–1982)       |         | 24 czerwca 1925  | lipiec 1927       | WKP(b)                      |
| (4)                                              | Sarkis Kasjan (1876–1937)           |         | lipiec 1927      | luty 1931         | WKP(b)                      |
| 8                                                | Armenek Ananjan (1893–1958)         |         | luty 1931        | 12 stycznia 1935  | WKP(b)                      |
| 9                                                | Sergo Martikjan (1874–1957)         |         | 12 stycznia 1935 | listopad 1936     | WKP(b)                      |
| 10                                               | Geworg Anesogljan (1891–1938)       |         | grudzień 1936    | październik 1937  | WKP(b)                      |
| 11                                               | Matsak Papjan (1901–1962)           |         | listopad 1937    | 12 lipca 1938     | WKP(b)                      |
| Przewodniczący Rady Najwyższej                   |                                     |         |                  |                   |                             |
| 12                                               | Khachik Akopdzhanjan (1902–1943/44) |         | 12 lipca 1938    | 14 lipca 1938     | WKP(b)                      |
| Przewodniczący Prezydium Rady Najwyższej         |                                     |         |                  |                   |                             |
| (11)                                             | Matsak Papjan (1901–1962)           |         | 14 lipca 1938    | 1 kwietnia 1954   | WKP(b)                      |
| 13                                               | Szmawon Arushanjan (1903–1982)      |         | 1 kwietnia 1954  | 4 kwietnia 1963   | KPZR                        |
| 14                                               | Nagusz Arutjunjan (1912–1993)       |         | 4 kwietnia 1963  | 3 lipca 1975      | KPZR                        |
| 15                                               | Babken Sarkisow (1913–1999)         |         | 3 lipca 1975     | 3 grudnia 1985    | KPZR                        |
| 16                                               | Grant Woskanjan (1924–2005)         |         | 3 grudnia 1985   | 4 sierpnia 1990   | KPZR                        |
| Przewodniczący Rady Najwyższej                   |                                     |         |                  |                   |                             |
| 17                                               | Lewon Ter-Petrosjan (1945–)         |         | 4 sierpnia 1990  | 11 listopada 1991 | Pan-ormiański Ruch Narodowy |

### Pierwsi Sekretarze Komunistycznej Partii Armeńskiej SRR
| Osoba | Osoba                           | Osoba             | Kadencja          | Kadencja |
| #     | Imię i nazwisko                 | Od                | Do                |          |
| ----- | ------------------------------- | ----------------- | ----------------- | -------- |
| 1     | Gework Alikhanian (1897–1937)   | grudzień 1920     | kwiecień 1921     |          |
| 2     | Siergiej Łukaszyn (1885–1937)   | kwiecień 1921     | 26 stycznia 1922  |          |
| 3     | Aszot Howhannisjan (1887–1972)  | 26 stycznia 1922  | listopad 1927     |          |
| 4     | Haik Owsepjan (1891–1937)       | listopad 1927     | wrzesień 1928     |          |
| 5     | Aikaz Kostanian (1898–1938)     | wrzesień 1928     | 24 maja 1930      |          |
| 6     | Aghasi Chandżian (1901–1936)    | 24 maja 1930      | 9 lipca 1936      |          |
| 7     | Amatuni Wartapetian (1900–1937) | 13 lipca 1936     | 21 września 1937  |          |
| 8     | Grikor Harutiunian (1900–1957)  | 24 września 1937  | 12 marca 1953     |          |
| 9     | Suren Towmasian (1909–1980)     | 12 marca 1953     | 28 grudnia 1960   |          |
| 10    | Jakow Zaropian (1903–1980)      | 28 grudnia 1960   | 5 lutego 1966     |          |
| 11    | Anton Koczinian (1913–1989)     | 5 lutego 1966     | 24 listopada 1974 |          |
| 12    | Karen Demirczian (1932–1999)    | 24 listopada 1974 | 21 maja 1988      |          |
| 13    | Suren Harutiunian (1939–2019)   | 21 maja 1988      | 6 kwietnia 1990   |          |
| 14    | Wladimir Mowsisjan (1933–2014)  | 6 kwietnia 1990   | 30 listopada 1990 |          |
| 15    | Stepan Poghosjan (1932–2012)    | 30 listopada 1990 | 14 maja 1991      |          |
| 16    | Aram Sarkisian (1949–)          | 14 maja 1991      | 7 września 1991   |          |

## Republika Armenii
| Osoba | Osoba                       | Osoba   | Kadencja          | Kadencja        | Partia polityczna            |
| #     | Imię i nazwisko             | Portret | Od                | Do              | Partia polityczna            |
| ----- | --------------------------- | ------- | ----------------- | --------------- | ---------------------------- |
| (17)  | Lewon Ter-Petrosjan (1945–) |         | 11 listopada 1991 | 3 lutego 1998   | Pan-ormiański Ruch Narodowy  |
| 18    | Robert Koczarian (1954–)    |         | 3 lutego 1998     | 9 kwietnia 2008 | bezpartyjny                  |
| 19    | Serż Sarkisjan (1954–)      |         | 9 kwietnia 2008   | 9 kwietnia 2018 | Republikańska Partia Armenii |
| 20    | Armen Sarkisjan (1953–)     |         | 9 kwietnia 2018   | 1 lutego 2022   | bezpartyjny                  |
| –     | Alen Simonian (1980–)       |         | 1 lutego 2022     | 13 marca 2022   | Kontrakt Obywatelski         |
| 21    | Wahagn Chaczaturian (1959–) |         | 13 marca 2022     | nadal           | bezpartyjny                  |